# Jonathan Freeman
Jonathan Freeman es un actor estadounidense nacido el 5 de febrero de 1950 en Cleveland, Ohio.

## Filmografía
- 2022 - Helluva Boss
- 2010 - Recuerdame
- 1997 - La tormenta de hielo
- 1996 - Cómo triunfar en Wall Street
- 1994 - El retorno de Jafar (voz)
- 1992 - Aladdín (voz)
- 1990 - A Shock to the System

## Series de televisión
- 2006 - Ley y orden: Acción criminal

## Videojuegos
- 2005 - Kingdom Hearts II